# Boriza kalodonta
Boriza kalodonta är en fjärilsart som beskrevs av William James Kaye 1922. Boriza kalodonta ingår i släktet Boriza och familjen tandspinnare. Inga underarter finns listade i Catalogue of Life.